# 蘇爾河
47°54′32″N 12°57′29″E / 47.90877694814337°N 12.957966327667236°E

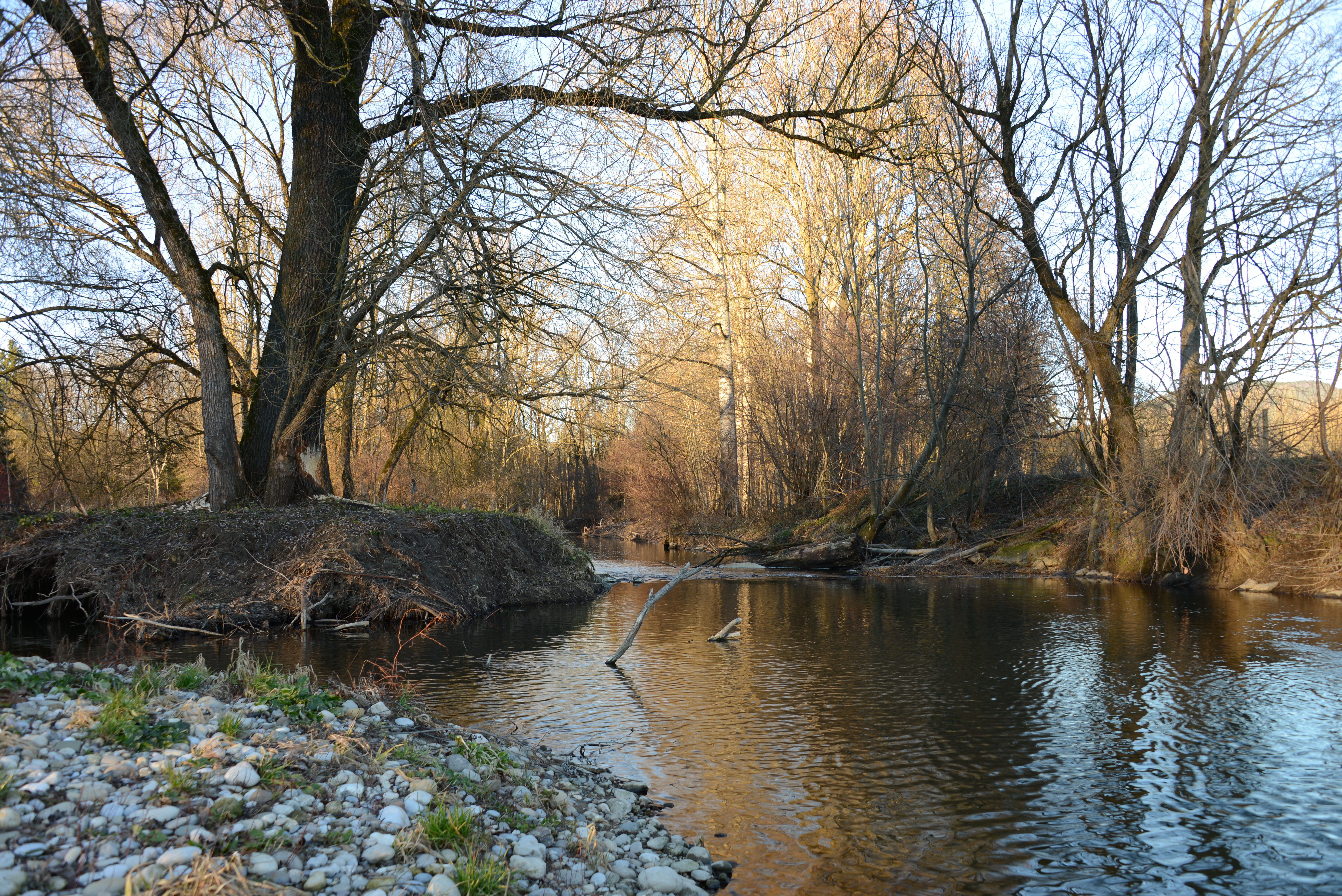

蘇爾河（德語：Sur），是德國的河流，位於該國東南部，由巴伐利亞負責管轄，屬於薩爾察赫河的左支流，河道全長43.7公里，流域面積149.8平方公里，發源自蘇爾貝格，河口處在勞芬。